# Nāḩiyat ‘Arīmah
Nāḩiyat ‘Arīmah (arabiska: ناحية عريمة) är ett subdistrikt i Syrien.   Det ligger i provinsen Aleppo, i den norra delen av landet, 300 km norr om huvudstaden Damaskus.
Omgivningarna runt Nāḩiyat ‘Arīmah är i huvudsak ett öppet busklandskap. Runt Nāḩiyat ‘Arīmah är det ganska tätbefolkat, med 86 invånare per kvadratkilometer.